# Macrodontophion
Macrodontophion (que significa "serpiente de dientes largos") es el nombre dado a un género dudoso de lofotrochozoo de la Serie Dniéster del Devónico Temprano de Podolia, Ucrania. Fue descrito por Adalbert Zborzewsky en 1834, pero nunca se le dio un epíteto de especie, y se considera un nomen dubium, porque se basa únicamente en fragmentos, como el holotipo, un caparazón de 25 milímetros.
Los especímenes conocidos de Macrodontophion se presumen perdidos. Varios de los especímenes que describió Zborzewski figuran como pertenecientes a su colección privada, mientras que se dijo que otros estaban en manos de sus colegas.

## Taxonomía
Macrodontophion originalmente se creía que era un diente de serpiente que pertenecía a un animal similar a Ophisaurus, o el cefalópodo Beloptera, por Zborzewsky en 1834. Dado que Megalosaurus se mencionó en el mismo párrafo en el que aparece por primera vez el nombre del género Macrodontophion, muchos paleontólogos como Romer en 1956, Steel en 1970 y Romer nuevamente en 1976, creyeron que Macrodontophion era un megalosaurio. Según Weishampel (1990), Macrodontophion es un terópodo basal. Zborzewsky (1834) tentativamente refirió Macrodontophion al Jurásico, mientras que Molnar (1990) describió su edad como Jurásico Tardío o Cretácico. Lev Nessov sugirió que la edad del diente era del Devónico temprano, perteneciente a la Serie Dniéster, de la cual es rica en dientes de Porolepis, pero esto no pudo confirmarse completamente en ese momento. Olshevsky (2000) señaló que el diente holotipo de Macrodontophion es similar a los de un cocodrilo o un plesiosaurio. Dumbrava y Blieck (2005) y Voichyshyn (2006) refirieron con seguridad Macrodontophion a la Serie Dneister del Devónico Temprano; también confirmaron que se trataba de un lofotrocozoario.